# Bryan Berg
 (juin 2024).
Si vous disposez d'ouvrages ou d'articles de référence ou si vous connaissez des sites web de qualité traitant du thème abordé ici, merci de compléter l'article en donnant les références utiles à sa vérifiabilité et en les liant à la section « Notes et références ».
Pour les articles homonymes, voir Berg.
Bryan Berg, né le 21 mars 1974, est un professionnel américain dans la construction de châteaux de cartes (en anglais cardstacker). Architecte de formation, il construit des châteaux de cartes à grande échelle et détient divers records du monde dans ce domaine.